# Los Cascos Esco-Agroplan
Buenos Aires Provincia is een wielerploeg die een Argentijnse licentie heeft. De ploeg bestaat sinds 2013. Buenos Aires Provincia komt uit in de Continentale circuits van de UCI. Hernan Pantuso is de manager van de ploeg.

## Seizoen 2014

### Selectie
| Naam                         | Geboortedatum    | Nationaliteit | Ploeg 2013 |
| ---------------------------- | ---------------- | ------------- | ---------- |
| Mauro Agostini               | 18 oktober 1989  | Argentinië    |            |
| Claudio Arone                | 29 juni 1980     | Argentinië    |            |
| Julián Beccaglia             | 23 januari 1994  | Argentinië    |            |
| Marcos Crespo                | 6 oktober 1986   | Argentinië    |            |
| Santiago Alejandro Espíndola | 5 mei 1994       | Argentinië    |            |
| Julian Paulo Gaday           | 21 juni 1990     | Argentinië    |            |
| Lucas Manuel Gaday           | 20 februari 1993 | Argentinië    |            |
| Federico Pagani              | 15 april 1984    | Argentinië    |            |
| Walter Pérez                 | 31 januari 1975  | Argentinië    |            |
| Ariel Sivori                 | 25 januari 1991  | Argentinië    | Neo        |
| Sebastián José Tolosa        | 16 november 1988 | Argentinië    |            |

### Overwinningen
Geen overwinningen
2013 · 2014